# Казахстанско тенге
Тенге (на казахски: Қазақ теңгесі) е паричната единица на Казахстан. Валутният код ISO 4217 е KZT. Едно тенге се разделя на 100 тийна и е въведено в употреба през ноември 1993 г., за да замени използваната дотогава руска рубла.
Казахстан е една от последните страни от бившите Съветски републики, която въвежда собствена валута.
Името на паричната единица произлиза от думата тенге, което на казахски и на повечето тюркски езици означава везни, теглилка. Произходът на думата е китайски и преминава в тюркските езици през монголски. Руската дума деньги (пари) има същия произход и е заемка от тюркските езици.